# Tau Coronae Borealis
Tau Coronae Borealis (τ Coronae Borealis, förkortat Tau CrB, τ CrB) som är stjärnans Bayerbeteckning, är en dubbelstjärna belägen i den nordöstra delen av stjärnbilden Norra kronan. Den har en kombinerad skenbar magnitud på 4,76 och är synlig för blotta ögat där ljusföroreningar ej förekommer. Baserat på parallaxmätning inom Hipparcosuppdraget på ca 28,0 mas, beräknas den befinna sig på ett avstånd på ca 117 ljusår (ca 36 parsek) från solen. På det beräknade avståndet minskar stjärnparets skenbara magnitud med 0,04 enheter genom en skymningsfaktor på grund av interstellärt stoft.

## Egenskaper
Primärstjärnan Tau Coronae Borealis A är en utvecklad orange till röd stjärna av spektralklass K0 III-IV, med ett spektrum som visar blandade egenskaper hos en utvecklad underjätte och jättestjärna. Den är katalogiserad som en röd klumpjätte, vilket skulle betyda att den genererar energi genom fusion av helium i dess kärna. Den har en radie som är ca 6 gånger större än solens och utsänder från dess fotosfär ca 16 gånger mera energi än solen vid en effektiv temperatur på ca 4 700 K.
Tau Coronae Borealis är sannolikt en astrometrisk dubbelstjärna. År 2014 hade paret en vinkelseparation på 2,20 bågsekunder vid en positionsvinkel på 186°. Följeslagaren är en stjärna av magnitud 13,2